# Delitschia mesostenospora
Delitschia mesostenospora är en svampart som beskrevs av Jeng, Luck-Allen & Cain 1977. Delitschia mesostenospora ingår i släktet Delitschia och familjen Delitschiaceae.   Inga underarter finns listade i Catalogue of Life.